# Баклі (Мічиган)
Баклі (англ. Buckley) — селище (англ. village) в США, в окрузі Вексфорд штату Мічиган. Населення — 775 осіб (2020).

## Географія
Баклі розташоване за координатами 44°30′2″ пн. ш. 85°40′19″ зх. д. / 44.50056° пн. ш. 85.67194° зх. д. (44.500418, -85.671902).  За даними Бюро перепису населення США в 2010 році селище мало площу 4,76 км², з яких 4,60 км² — суходіл та 0,16 км² — водойми.

## Демографія
Згідно з переписом 2010 року, у селищі мешкало 697 осіб у 246 домогосподарствах у складі 175 родин. Густота населення становила 146 осіб/км².  Було 300 помешкань (63/км²).
Расовий склад населення:
| - 95,3 % — білих - 0,9 % — вихідців з тихоокеанських островів - 0,9 % — корінних американців - 0,7 % — чорних або афроамериканців - 0,1 % — азіатів |

До двох чи більше рас належало 2,0 %. Частка іспаномовних становила 2,0 % від усіх жителів.
За віковим діапазоном населення розподілялося таким чином: 31,3 % — особи молодші 18 років, 61,5 % — особи у віці 18—64 років, 7,2 % — особи у віці 65 років та старші. Медіана віку мешканця становила 30,2 року. На 100 осіб жіночої статі у селищі припадало 100,9 чоловіків;  на 100 жінок у віці від 18 років та старших — 97,1 чоловіків також старших 18 років.
Середній дохід на одне домашнє господарство  становив 48 003 долари США (медіана — 39 076), а середній дохід на одну сім'ю — 48 011 долар (медіана — 38 558). Медіана доходів становила 29 375 доларів для чоловіків та 30 156 доларів для жінок. За межею бідності перебувало 21,7 % осіб, у тому числі 32,3 % дітей у віці до 18 років та 12,7 % осіб у віці 65 років та старших.
Цивільне працевлаштоване населення становило 305 осіб. Основні галузі зайнятості: освіта, охорона здоров'я та соціальна допомога — 29,5 %, виробництво — 18,0 %, роздрібна торгівля — 16,4 %.